# The Biggest Ragga Dancehall Anthems
The Biggest Ragga Dancehall Anthems – seria dwupłytowych składanek z muzyką ragga i dancehall, wydawana przez londyńską wytwórnię Greensleeves Records. Ukazywała się corocznie w latach 1999-2006, a w okrojonej do jednego krążka wersji także w roku 2007, 2009 i 2011.

## Dyskografia
- The Biggest Ragga Dancehall Anthems 1999
- The Biggest Ragga Dancehall Anthems 2000
- The Biggest Ragga Dancehall Anthems 2001
- The Biggest Ragga Dancehall Anthems 2002
- The Biggest Ragga Dancehall Anthems 2003
- The Biggest Ragga Dancehall Anthems 2004
- The Biggest Ragga Dancehall Anthems 2005
- The Biggest Ragga Dancehall Anthems 2006
- The Biggest Ragga Dancehall Anthems 2007
- The Biggest Ragga Dancehall Anthems 2009
- The Biggest Ragga Dancehall Anthems 2011